# Collingbourne Ducis
Collingbourne Ducis – wieś w Anglii, w hrabstwie Wiltshire. Leży 25 km na północny wschód od miasta Salisbury i 110 km na zachód od Londynu.